# دصيور شمالي
الدصيور الشمالي (باللاتينية: Dasyurus hallucatus) ويُسمَّى أيضاً في اللغات الأسترالية الأصلية ساتالينوس ونانماك هو نوعٌ لاحم من الدصيور يعيش في قارة أستراليا.

## التصنيف
ينتمي الدصيور الشمالي إلى فصيلة الدصيوريات، وهو كثيراً ما يُعتَبر أكثر أنواع الدصيور الأسترالية تميُّزاً واختلافاً من حيث الشكل والخصائص عن أقربائه الآخرين. أول من وصفه علمياً هو عالم الطبيعة جون غولد في عام 1842، وقد اختار اسم النوع ليكون hallucatus، وهي كلمة لاتينية تشير إلى المظهر الغريب لإصبع القدم الأول عند الحيوان. يُصنِّف بعض الأحيائيِّين هذا النوع في جنس مستقلٍّ عن باقي أنواع الدصيور، باسم Satanellus.

## الموئل
يعيش الدصيور الشمالي في إقليمٍ يمتدُّ من منطقة بيلبرا في أستراليا الغربية وعبر الإقليم الشمالي وُصولاً إلى كوينزلاند. إلا أنَّه في الماضي كان يعيش بمنطقة تمتدُّ من جنوب غربي كوينزلاند ودون انقطاعٍ إلى كمبرلي في غربي أستراليا.

## الوصف والحياة
الدصيور الشمالي هو أصغر أنواع الدصيور الأسترالية الأربعة من حيث الحجم، إذ تزن ذكور هذه الحيوانات وسطياً ما يتراوح من 540 إلى 1120 غرام، بينما تزن الإناث من 350 إلى 690غ. يتراوح طول الجسد والرأس من 270 إلى 370 مم في الذكور البالغة، ومن 249 إلى 310 مم في الإناث البالغة، أما الذبل فيتراوح من 200 إلى 350 مم تقريباً.
تتغذى هذه الحيوانات بصورةٍ أساسية على اللافقاريات صغيرة الحجم، لكنها قد تأكل أيضاً الضفادع والثدييات الصغيرة والسحالي والأفاعي وغيرها. كما أنَّها تأكل جيف الكائنات الميِّتة، خصوصاً تلك المدهوسة على الطرق السَّريعة وحول مواقع التخييم وفي مكبَّات القُمامة.
من السِّمات المُميَّزة لهذا النوع أن ذكوره تُصَاب بخمولٍ تامٍّ بعد التزاوج، بحيث أنَّها تترك مهمَّة رعاية الصغار بأكملها للإناث. لدى الإناث جرابٌ فيه ثمانية حلماتٍ لإرضاع صغارها، لكنَّها تلد في كلِّ مرة أكثر من ثمانية جراء، وبالتالي على جرائها أن يتنافسوا على حلمات الرضاعة الموجودة للبقاء، وعادةً ما يموت الصغير الذي لا يتمكَّن من الوصول إلى إحدى الحلمات. في دراسة أجريت بمنطقة كمبرلي شمال غربي أستراليا، وجد العلماء أن مستويات التيستوسيترون تصل ذروتها عند الذكور في شهر يوليو، بينما تلد الإناث صغارها إما في يوليو أو أغسطس.
وسطيُّ عمر ذكر الدصيور الشمالي في البريَّة هو عامٌ واحد، والرقم القياسي المُسجَّل حتى الآن هو ثلاثة أعوام. مع ذلك، يبدو أن ذكور وإناث هذا الحيوان - على حدِّ سواء - تُعمِّر لمدة أطول في البيئات الجبلية، حيث تستمر حياتها لعامين أو ثلاثة، وهُم يكونون أكبر في الحجم أيضاً من أقربائهم الذين يعيشون في سهول السافانا المنخفضة، وربَّما يكون سبب ذلك قلَّة أعدائهم الطبيعيين بالجبال.